# 심대
심대(沈岱, 1546년 ~ 1592년)는 조선 중기의 무신으로, 임진왜란에 참전하였다.

## 생애
출생지는 정확하지 않으며, 청송 심씨 양반가의 아들로 태어났다. 유학 이후 과거에 급제하여 홍문관에서 관직을 시작하였다. 당시 동인과 서인 간 붕당정치의 발생으로 이러한 폐단에 비판하기도 하였다. 임진왜란이 발생하고 우부승지 및 좌부승지에 임명되어 승정원에서 선조를 보좌하였다. 임진왜란 당시 선조가 평양과 의주로 피난가는 길에 같이 동행하였다. 삭주에서 왜군의 습격으로 전사하였으며, 경기도 용구현에 묘가 있다.

## 같이 보기
- 심대장군묘